# Christopher Rungkat
Christopher Rungkat (Giacarta, 14 gennaio 1990) è un tennista indonesiano.

## Biografia
È attivo principalmente in doppio, specialità in cui vanta un titolo ATP nel 2020 e svariati altri nei circuiti Challenger e ITF. Il suo miglior ranking ATP è la 68ª posizione, raggiunta il 17 giugno 2019.

## Statistiche

### Doppio

#### Vittorie (1)
| Legenda                   |
| Grande Slam (0)           |
| ATP World Tour Finals (0) |
| ATP Masters 1000 (0)      |
| ATP World Tour 500 (0)    |
| ATP World Tour 250 (1)    |

| N. | Data            | Torneo                 | Superficie | Compagno        | Avversari in finale               | Punteggio        |
| 1. | 9 febbraio 2020 | Maharashtra Open, Pune | Cemento    | André Göransson | Jonathan Erlich Andrei Vasilevski | 6–2, 3–6, [10–8] |

#### Finali perse (1)
| Legenda                   |
| Grande Slam (0)           |
| ATP World Tour Finals (0) |
| ATP Masters 1000 (0)      |
| ATP World Tour 500 (0)    |
| ATP World Tour 250 (1)    |

| N. | Data             | Torneo            | Superficie | Compagno         | Avversari in finale         | Punteggio        |
| 1. | 10 febbraio 2019 | Sofia Open, Sofia | Cemento    | Hsieh Cheng-peng | Nikola Mektić Jürgen Melzer | 2–6, 6–4, [2–10] |

## Risultati in progressione
| Sigla | Risultato               |
| ----- | ----------------------- |
| V     | Vincitore               |
| F     | Finalista               |
| SF    | Semifinalista           |
| O     | Oro olimpico            |
| A     | Argento olimpico        |
| SF    | Bronzo olimpico         |
| QF    | Quarti di Finale        |
| 4T    | Quarto turno            |
| 3T    | Terzo turno             |
| 2T    | Secondo turno           |
| 1T    | Primo turno             |
| RR    | Round Robin             |
| LQ    | Turno di qualificazione |
| A     | Assente                 |
| ND    | Non disputato           |

| Legenda superfici    |
| -------------------- |
| Cemento              |
| Terra battuta        |
| Erba                 |
| Superficie variabile |

### Singolare
| Tornei Grande Slam         |               |               |     |
| Australian Open, Melbourne | Q1            | A             | 0–0 |
| Open di Francia, Parigi    | A             | A             | 0–0 |
| Wimbledon, Londra          | A             | A             | 0–0 |
| US Open, New York          | A             | A             | 0–0 |
| Vittorie-Sconfitte         | 0–0           | 0–0           | 0–0 |
| Giochi Olimpici            |               |               |     |
| Giochi Olimpici            | Non disputati | Non disputati | 0–0 |
| Vittorie-Sconfitte         | Non disputati | Non disputati | 0–0 |

### Doppio
| Tornei Grande Slam         |               |               |               |     |     |
| Australian Open, Melbourne | A             | A             | A             | A   | 0–0 |
| Open di Francia, Parigi    | A             | A             | 2T            |     | 1–1 |
| Wimbledon, Londra          | Q1            | Q1            | 1T            |     | 0–1 |
| US Open, New York          | A             | A             | 1T            |     | 0–1 |
| Vittorie-Sconfitte         | 0–0           | 0–0           | 1–3           | 0–0 | 1–3 |
| Giochi Olimpici            |               |               |               |     |     |
| Giochi Olimpici            | Non disputati | Non disputati | Non disputati | A   | 0–0 |
| Vittorie-Sconfitte         | Non disputati | Non disputati | Non disputati | 0–0 | 0–0 |

### Doppio misto
| Tornei Grande Slam         |               |               |               |     |     |
| Australian Open, Melbourne | A             | A             | A             | A   | 0–0 |
| Open di Francia, Parigi    | A             | A             | A             |     | 1–1 |
| Wimbledon, Londra          | A             | A             | 2T            |     | 1–1 |
| US Open, New York          | A             | A             | A             |     | 0–1 |
| Vittorie-Sconfitte         | 0–0           | 0–0           | 1–1           | 0–0 | 1–1 |
| Giochi Olimpici            |               |               |               |     |     |
| Giochi Olimpici            | Non disputati | Non disputati | Non disputati | A   | 0–0 |
| Vittorie-Sconfitte         | Non disputati | Non disputati | Non disputati | 0–0 | 0–0 |